# Дерево критического качества
Дерево критического качества (англ. CTQ tree) — является ключевой измеримой характеристикой продукта или процесса, чьи стандарты производительности или пределы спецификации должны быть соблюдены, чтобы удовлетворить клиента. Дерево критического качества согласовывает усилия по улучшению или проектированию с требованиями заказчика.

## Описание
Дерево критического качества (CTQ) используются для разделения широких требований клиентов на более лёгкие количественные элементы. Деревья CTQ часто используются как часть методологии шести сигм, чтобы помочь расставить приоритеты в таких требованиях.